# Cripple Bastards
A Cripple Bastards egy olasz grindcore/hardcore punk együttes. 1988-ban alakultak.

## Története
Giulio the Bastard gitáros-énekes és Alberto the Crippler gitáros alapították. Ők ketten egy "Grimcorpses" nevű együttes tagjai voltak. Azonban elégedetlenek voltak a zenéjükkel, extrémebb zenét szerettek volna létrehozni, amely természetesen névváltoztatással is járt. Ekkor lett "Cripple Bastards" a nevük. Lemezeiken a punk és a metal hangzást ötvözik a grindcore hangzással. Angol és olasz nyelven egyaránt énekelnek. Második nagylemezük a Terrorizer magazin grindcore albumainak listáján a hatodik helyre került. Felléptek több fesztiválon is, például a Csehországban évente megrendezett Obscene Extreme Festivalon, a német "Fuck the Commerce" fesztiválon és az amerikai Maryland Deathfest fesztiválon is.
Az együttes korábban a "noisecore" műfajban is játszott. Zenei hatásuk a Napalm Death, illetve a hasonló zenekarok voltak.

## Tagjai
- Giulio the Bastard - gitár (1988-1991, 1997), ének (1988-)
- Schintu the Wretched - basszusgitár (1998-)
- Der Kommissar - gitár (2000-)
- Raphael Saini - dob (2014-)

## Korábbi tagok
- Alberto the Crippler - gitár (1988-2000)
- Michele Hoffman - dob (1991-1995)
- Eduardo 'O' Brazil - basszusgitár (1994-1996)
- Paolo Arturo - dob (1995-1996, 1997)
- Stefano Arturo - basszusgitár (1996)
- Gigi Pacino - basszusgitár (1997)
- Dr. Tomas - dob (1997-1999)
- Fulvio Hatebox - gitár (1998-2000)
- Al Mazzotti - dob (2000-2014)
- Wild Vitto - gitár (2014-2018)

## Diszkográfia
- Best Crimes (válogatáslemez, 1996)
- Your Lies in Check (album, 1996)
- Misantropo a Senso Unico (album, 2000)
- Almost Human (válogatáslemez, 2001)
- Desperately Insensitive (album, 2003)
- Variente alla Morte (album, 2008)
- Frammenti di Vita (album, 2010)
- Nero in metastasi (album, 2014)
- La Fine Cresce da Dentro (album, 2018)